# Union Properties PJSC
Union Properties (UP) è una compagnia immobiliare con sede a Dubai, negli Emirati Arabi Uniti. La compagnia è nota in quanto Master Developer del grattacielo The Index e del quartiere Dubai Motor City. Union Properties è una società pubblica per azioni nel mercato finanziario di Dubai. La società fornisce anche una serie di servizi attraverso le sue filiali negli Emirati Arabi Uniti, che spaziano tra lo sviluppo di strutture di intrattenimento e di destinazioni turistiche, la gestione di servizi integrati e delle strutture, la gestione dell'associazione dei proprietari, l'allestimento di progetti interni, nonché la produzione di dispositivi per il riscaldamento, la ventilazione e l'aria condizionata (HVAC).
Union Properties controlla diverse altre società, tra cui l'Autodromo di Dubai e Marriott Executive Apartments and Courtyard by Marriott
Union Properties è stata fondata nel 1987 come Union Property Private Limited ed è diventata una società pubblica per azioni nel 1993 quando è entrata a far parte del Dubai Financial Market.

## Progetti di Union Properties come Master Developer
Union Properties ha partecipato allo sviluppo dei seguenti progetti come "Master Developer":

### Progetti di quartiere

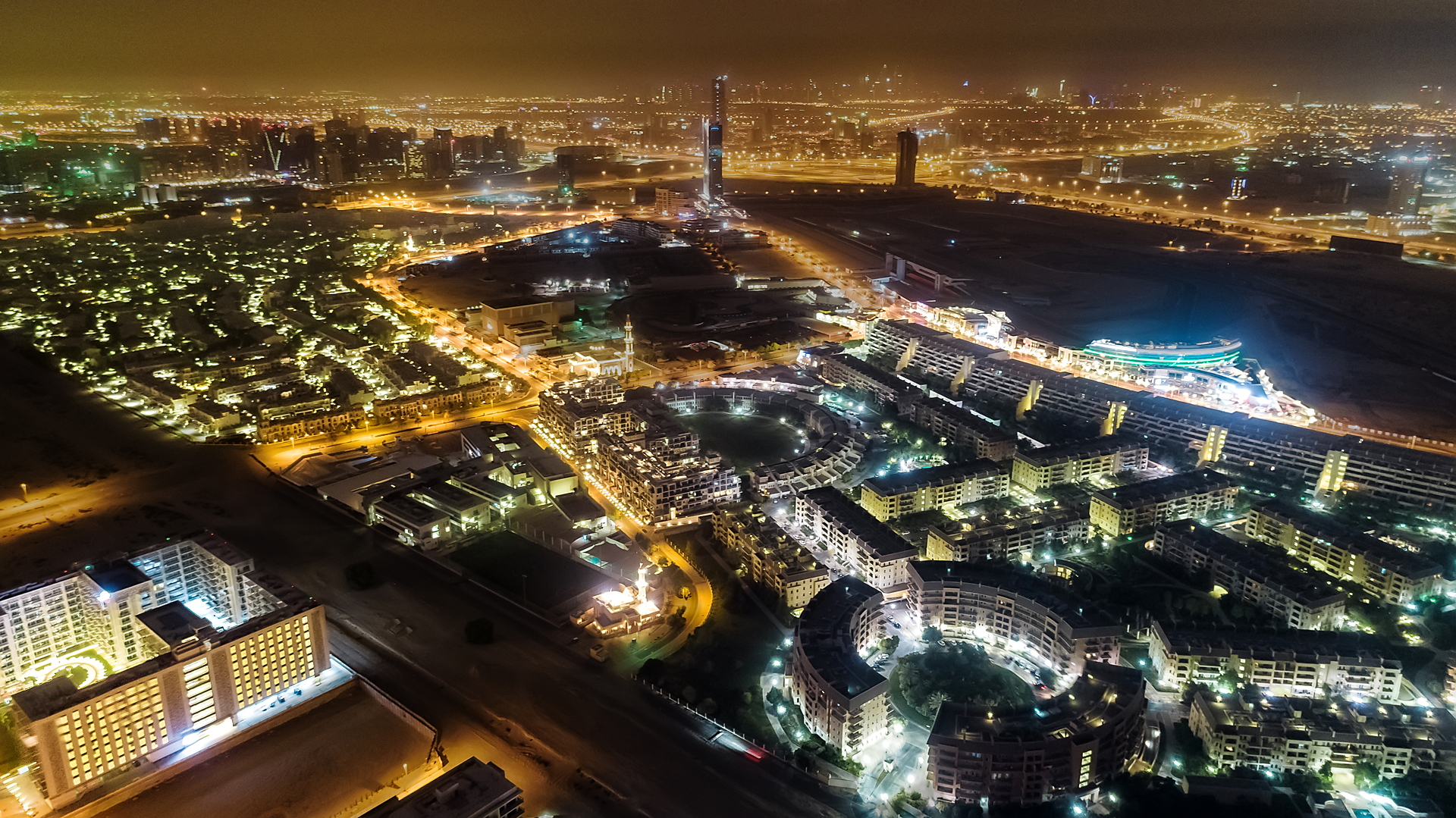
Dubai Motor City

- Dubai Motor City è un quartiere situato nella città di Dubai. Union Properties ha partecipato allo sviluppo di sotto-progetti correlati, tra cui moschee, Uptown-MotorCity, MotorCity-Green Community, The Ribbon, OIA Residence, l'Autodromo di Dubai, la Grandstand Retail Plaza, il Motorsport Business Park, un'area VIP di Paddock Hospitality e strutture di intrattenimento per eventi e intrattenimento aziendale.
- Dubai Green Community, DIP è stato sviluppato da una joint venture creata tra Union Properties e Dubai Investments PJSC, denominata Properties Investment LLC. Questo progetto comprende lo sviluppo di Courtyard by Marriott Green Community, Green Community Phase I, Green Community West, Phase II, The Market and Green Community West; Phase III è stata completata nel Luglio 2018.

### Progetti di grattacieli
- Union Tower, 1996, Dubai.
- Al Mussalla Towers, 1998, Dubai.

- UP Tower, 2002, Dubai.
- The Index (Dubai) tower, 2005, Dubai.
- Control tower, 2008, Dubai.

### Altri progetti

The Ritz Carlton - DIFC